# Coriolan Pop
Coriolan Pop (* 3. November 1926 in Cehaluti, Kreis Satu Mare) war Ingenieur und bekleidete von 1968 bis 1971 das Amt des Bürgermeisters der westrumänischen Stadt Timișoara.
Seine Eltern waren der Schmied Vasile Pop und dessen Frau Maria. Er war der älteste von sechs Geschwistern.